# Knowes o’ Trotty
Koordinaten: 59° 2′ 24″ N, 3° 8′ 57,5″ W
Die Knowes o’ Trotty (oder Knowes o’ Huntscarth) sind eines der größten bronzezeitlichen Gräberfelder auf den Britischen Inseln. Sie liegen in der Pfarrei Harray, südlich des Dorfes Huntscarth bei Bimbister in der Mitte von Mainland, der Hauptinsel der Orkney in Schottland. Die Knowes sind 16 in zwei Reihen aufgeführte Hügel, die primär zwischen 2000 und 1600 v. Chr. in Gebrauch waren. Knowes o’ Trotty bedeutet „Hügel im Sumpf“. Die Steinhügel wurden auf natürlichen Erhöhungen errichtet, um die Höhenwirkung zu verstärken.

## Das Gräberfeld
Geophysikalische Untersuchungen im Jahre 2001 bestätigten, dass der Platz mindestens zwei weitere Grabhügel enthielt; wahrscheinlich waren es insgesamt sogar 20. Die mit Erde bedeckten Steinhügel waren über Steinkisten errichtet worden, die beidseitig von einem Menhir flankiert waren. Die in den Hügeln gelegenen Menhire haben bislang noch keine Parallelen auf den Orkney. Da sie strukturell unnötig waren, können sie nur einen symbolischen Sinn haben. Ihre Position hat Affinität mit aus der Jungsteinzeit stammenden Pfosten, die in Stalled Cairns gefunden wurden. Sie sind jedoch zeitlich vom Gräberfeld von Trotty durch Jahrhunderte getrennt. 
Knowes o’ Trotty ist das älteste Gräberfeld der Orkney. Es markiert den Übergang von den Praktiken der Jungsteinzeit, als in gewissem Umfang kollektiv in Megalithanlagen bestattet wurde, zur ebenfalls marginalen individuellen Feuerbestattung in Steinkisten. Obwohl sich die Bestattungspraxis somit grundlegend veränderte, weisen die bronzezeitlichen Funde auf Kontinuität. 
Im Sattel zwischen den beiden größten Grabhügeln wurden Reihen von Brandgruben gefunden, die aus späterer Zeit stammen. Feuerstellenreihen oder -felder sind auch im Norden Mitteleuropas und in Südskandinavien eine bekannte Erscheinung. Sie zeichnen sich durch exponierte Lage im Gelände, Nähe zu Gewässern und geringe Funddichte aus.

## Die Funde
Die Knowes o’ Trotty sind durch den spektakulärsten archäologischen Fund in der Geschichte der Orkney bekannt geworden. Im Jahr 1858 wurde der größte der Hügel ausgegraben. In seiner Steinkiste wurden die Reste von vier exquisit gestalteten Goldscheiben, zusammen mit den 27 Bernsteinperlen einer Halskette und einer Reihe verbrannter Menschenknochen gefunden. Der Fund ist bis heute unvergleichlich. Die Scheiben sind kreisförmige Folien aus Gold, dekoriert mit konzentrisch angeordneten Leiterbändern, Linien und Zickzack-Muster-Bändern. Die größte nahezu unbeschädigte Scheibe hat einen Durchmesser von 76 mm und war, wie die übrigen, in der Mitte durchlocht. Bei einer Nachgrabung im Jahre 2005 wurden weitere Reste gefunden.

### Verbindung mit Wessex
Die Goldscheiben könnten dekorative Abdeckungen für Knöpfe sein, ähnlich den in Wessex in Südengland gefundenen. Der leicht unterschiedliche Stil weist jedoch darauf, dass der Wessex Stil von einem heimischen Handwerker kopiert wurde. Dies scheint, zusammen mit anderen schottischen Funden aus der Bronzezeit darauf hinzudeuten, dass der Wessex Stil von den orkadischen Eliten dieser Zeit geschätzt wurde. Die Analyse zeigte auch, dass das Gold aus Schottland stammt. 
Auch die Perlen der Ausgrabung von 1858 sind vom Design her dem Wessex-Stil zugehörig. Dies würde bedeuten, dass die ursprünglich aus dem prähistorischen England stammende Kette irgendwann nach Orkney gelangte. Wahrscheinlich war sie von Generation zu Generation weitergegeben worden, bevor sie in der Steinkiste deponiert wurde. Ihr Alter ist durch die Verschleiß- bzw. Tragespuren an den Perlen offenkundig. Egal ob die Kette und die Goldscheiben in Wessex oder auf Orkney entstanden sind, klar ist, dass Orkney und England eine zumindest kurzzeitige Verbindung hatten. Dies erklärt auch, dass der Friedhof einem Entwurf folgt, der auch rund um Stonehenge gefunden wird. Alison Sheridan vom National Museums of Scotland in Edinburgh glaubt, dass eine Gruppe von Orkadiern Wessex besucht hat oder, was naheliegender wäre, Wessex-Leute die Orkney besuchten, wobei es zum Ideen- und Geschenkeaustausch kam. Der Ring von Brodgar, ein Henge in Stenness, könnte laut Sheridan im Gegenzug das Vorbild für den Steinkreis von Avebury gewesen sein. 
Angesichts der Qualität der Artefakte hatte die bestattete Person offensichtlich einen hohen Status. Es ist auch unklar, ob sie eine Frau oder ein Mann war, wobei diese Halsketten in der Regel Frauen zugeordnet werden. Dies würde auch zu den Mustern aus Wessex passen, die im Kontext mit Frauengräbern gefunden wurden.